# تپه سنگ لاله
تپه سنگ لاله مربوط به هزاره سوم قبل از میلاد است و در شهرستان بیجار، بخش چنگ الماس، روستای دوسر واقع شده و این اثر در تاریخ ۱۰ دی ۱۳۸۱ با شمارهٔ ثبت ۶۸۰۲ به‌عنوان یکی از آثار ملی ایران به ثبت رسیده است.